# Skilling Island
Skilling Island är en ö i Antarktis. Den ingår i ögruppen Sydorkneyöarna nordost om Antarktiska halvön. Argentina och Storbritannien gör anspråk på området. Arean är 0,64 kvadratkilometer.
Terrängen på Skilling Island är platt. Öns högsta punkt är 159 meter över havet. Den sträcker sig 1,2 kilometer i nord-sydlig riktning, och 0,9 kilometer i öst-västlig riktning.